# Arthur von Lüttwitz
Arthur Rudolph Freiherr von Lüttwitz (Schloss Lodygowitz, 9. travnja 1865. – Baden-Baden, 6. svibnja 1928.) je bio njemački general i vojni zapovjednik. Tijekom Prvog svjetskog rata zapovijedao je 20. i 16. pješačkom divizijom, te XXXVIII. pričuvnim korpusom na Zapadnom i Istočnom bojištu.

## Vojna karijera
Arthur von Lüttwitz rođen je 9. travnja 1865. u obiteljskom dvorcu kraj Lodygowitza. Sin je pruskog veleposjednika baruna Maxa von Lüttwitza i Irme Lüttwitz rođene Gaal-Gyula. Sukladno obiteljskoj tradiciji, Lüttwitz je u prusku vojsku stupio kao kadet u travnju 1882. služeći u 3. gardijskoj grenadirskoj pukovniji. Od studenoga 1886. u navedenoj pukovniji obnaša dužnost pobočnika bojne, dok od listopada 1890. pohađa Prusku vojnu akademiju. Tijekom pohađanja iste, u studenom 1890., unaprijeđen je u čin poručnika. Po završetku vojne akademije, u srpnju 1893., vraća se na službu u 3. gardijsku grenadirsku pukovniju, nakon čega je u travnju 1894. premješten u odjel topografije Glavnog stožera u Berlinu. U ožujku 1895. promaknut je u čin satnika, da bi u svibnju 1898. bio imenovan vojnim atašeom u Londonu. Na navedenoj dužnosti nalazi se do prosinca 1900. kada postaje vojnim atašeom u Rusiji. U Rusiji se nalazi iduće četiri godine nakon čega je raspoređen na službu u Glavni stožer. U međuvremenu je, u rujnu 1901., promaknut u čin bojnika. 
U travnju 1906. Lüttwitz postaje zapovjednikom bojne u 4. gardijskoj grenadirskoj pukovniji u Berlinu. Navedenu dužnost obnaša godinu dana kada se ponovno vraća na službu u Glavni stožer. U svibnju 1908. unaprijeđen je u čin potpukovnika, dok čin pukovnika dostiže u travnju 1911. godine. U listopadu 1912. imenovan je zapovjednikom 76. pješačke pukovnije smještene u Hamburgu kojom zapovijeda do travnja 1914. kada postaje zapovjednikom 39. pješačke brigade sa sjedištem u Hannoveru. Istodobno s tim imenovanjem promaknut je u čin general bojnika.

## Prvi svjetski rat
Na početku Prvog svjetskog rata Lüttwitz se nalazi na službi u Glavnom stožeru. Međutim, već krajem kolovoza 1914. postaje načelnikom stožera zapovjednika Generalnog guvernementa Belgije Colmara von der Goltza. Na navedenoj dužnosti se također nalazi kratko, do studenoga 1914., kada je imenovan zapovjednikom 38. pješačke brigade koja je držala položaje oko Reimsa. U ožujku 1915. postaje zapovjednikom novoustrojene 221. pješačke brigade koja je u sastavu Armijskog odjela Strantz držala dio bojišta na rijeci Meuse. Međutim, ubrzo je pretrpio ozljedu koljena zbog čega odlazi u Njemačku na oporavak. 
Nakon oporavka, u kolovozu 1915. preuzima zapovjedništvo nad 40. pješačkom brigadom kojom zapovijeda manje od mjesec dana jer tog istog mjeseca postaje zapovjednikom 20. pješačke divizije kojom je do tada zapovijedao Horst von Oetinger. Navedena divizija nalazila se na Istočnom bojištu, ali je ubrzo, rujnu, premještena na Zapadno gdje sudjeluje u Drugoj bitci u Champagni. U svibnju 1916. Lüttwitz je imenovan najprije privremenim, a od kolovoza, i stalnim glavnim intendantom pri njemačkom Glavnom stožeru. 
Dužnost glavnog intendanta u Glavnom stožeru obnaša do siječnja 1917. kada postaje zapovjednikom 16. pješačke divizije. Navedena divizija premještena je u svibnju s Istočnog na Zapadno bojište i to u Flandriju gdje se Lüttwitz ističe u Trećoj bitci kod Ypresa. Nakon te bitke 8. studenoga 1917. odlikovan je ordenom Pour le Mérite, te je u veljači 1918. promaknut u čin general poručnika. U travnju s divizijom sudjeluje u teškim borbama oko Armentieresa u sklopu njemačke Proljetne ofenzive. U kolovozu 1918. imenovan je zapovjednikom XXXVIII. pričuvnog korpusa zamijenivši na tom mjestu Manfreda von Richthofena. S navedenim korpusom koji se nalazio u sastavu 9. armije sudjeluje u završnim borbama na rijeci Aisnei.

## Poslije rata
Nakon završetka rata Lüttwitz je s 3. svibnjem 1919. umirovljen. Do kraja života živio je u Baden-Badenu gdje je i preminuo 6. svibnja 1928. godine u 64. godini života. Od 1892. bio je oženjen Mary Curtis-Cary.

## Vanjske poveznice
(eng.) Arthur von Lüttwitz na stranici Prussianmachine.com

(njem.) Arthur von Lüttwitz na stranici Deutschland14-18.de  Arhivirana inačica izvorne stranice od 20. lipnja 2016. (Wayback Machine)